# Матей Гайдуку
Матей Павел Гайдуку (рум. Matei Pavel Haiducu, 18 травня 1948 – 1998) — румунський секретний агент , який втік до Франції в 1981 році. Він належав до «Direcţia Informaţii Externe» (Іноземне розвідувальне управління) в Секурітате.
Народився в Бухаресті, як Матей Павел Гірш (Matei Pavel Hirsch). Його батько — високопоставлений чиновник МВС комуністичної Румунії.
Починаючи з 1975 року, він жив у Франції, будучи залученим в промислове шпигунство для Румунії, особливо в галузі ядерних технологій. 13 січня 1981, одержав наказ від свого начальника, генерала Nicolae Pleșiță, вбити Віргіла Танасе і Пауля Гома, двох відомих румунських письменників-дисидентів, які жили у Франції. Однак, замість цього, він розкрив замовлення Французькій секретній службі (Direction de la surveillance du territoire), і організував замах на Гома (однак його отруєний напій був розлитий «незграбним гостем», який насправді був французьким агентом) і влаштував імітацію викрадення і вбивства Тенасе, причому свідки бачили як 20 травня 1982 його штовхають в машину.
Президент Франсуа Міттеран також був залучений. 9 червня 1982 року він провів прес-конференцію, на якій словесно напав на румунського Президента Ніколає Чаушеску за цей інцидент і відклав візит до Румунії. Гайдуку до вдалося повернутися в Румунію, щоб забрати свою сім'ю. Після того, як він і його сім'я втекли до Франції, кілька французьких газет опублікували цю історію. Тенасе переховувався у регіоні Бретань на північному заході Франції. Він провів прес-конференцію 25 серпня 1982 року. Він був засуджений Румунією до страти заочно, а його майно було конфісковано.
Оселився у Франції і жив під ім'ям Матьє Форестьє (фр. Mathieu Forestier), одружившись з француженкою й маючи двох дітей. У 1984 році він опублікував книгу (J'ai Refusé De Tuer  — «Я відмовився вбивати») з докладною інформацією про справу. 
Гайдуку помер у 1998 році.